# Larix decidua
Laricele (Larix decidua) este o specie a genului larix. Mai este cunoscut sub numele de zadă.
Există următoarele variante:
- Larix decidua var. decidua Mill.
- Larix decidua var. carpatica Domin. (Syn.: Larix carpatica Domin.).
- Larix decidua var. polonica

## Imagini

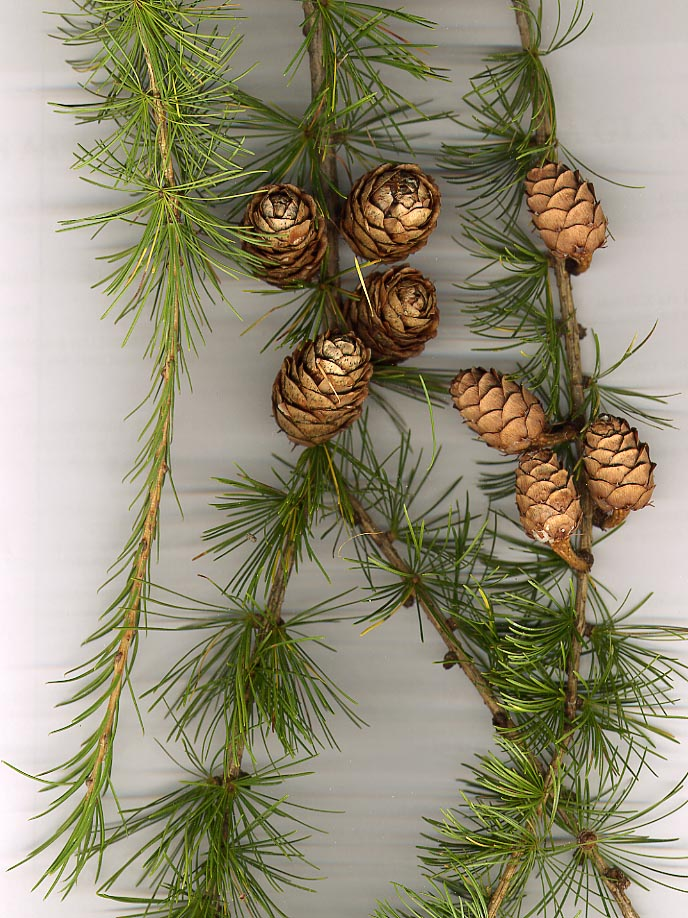
Frunzele și conurile la specia Larix decidua
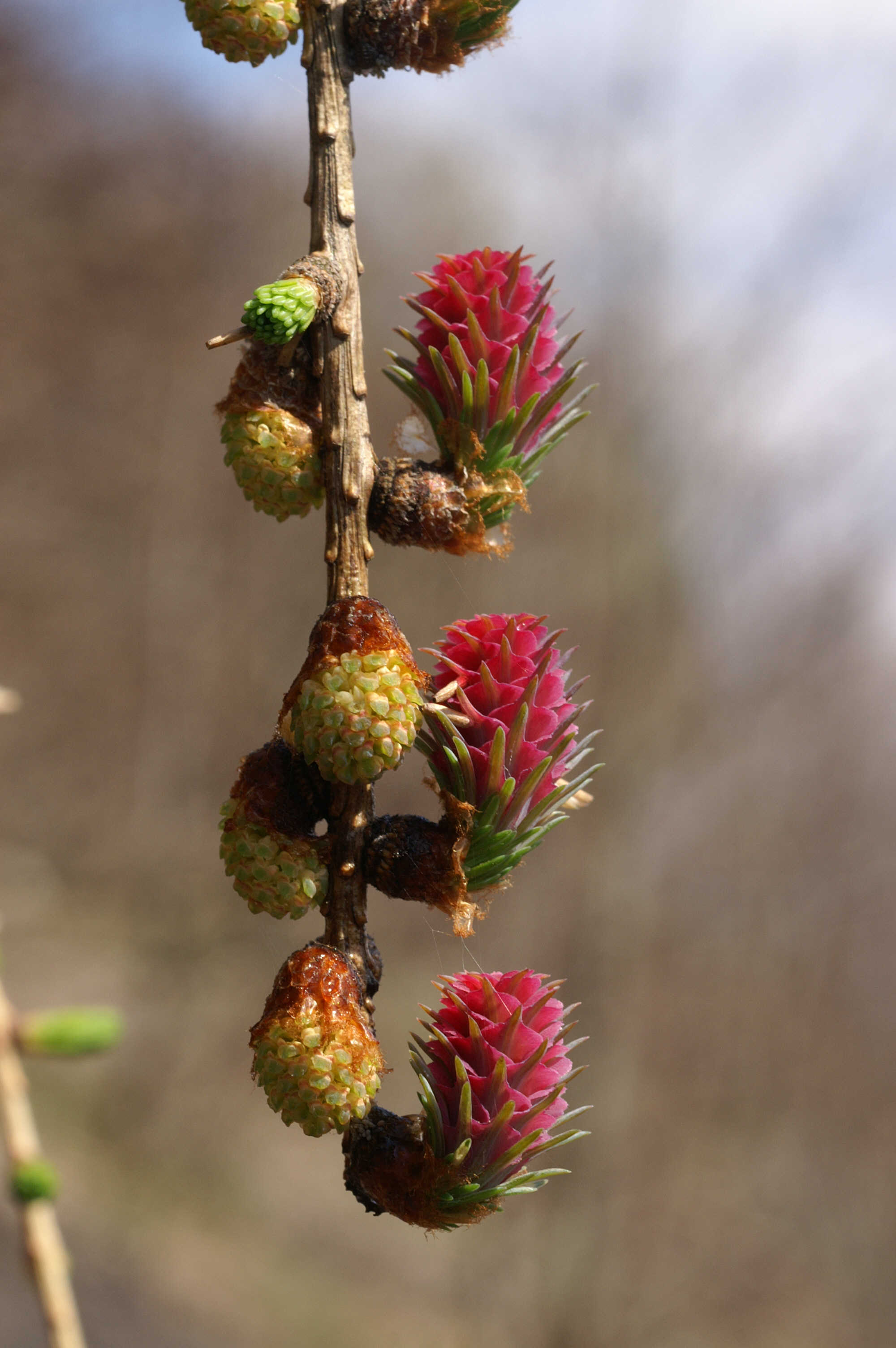
Conuri tinere cu semințe (roșii) și cu polen (galbene)
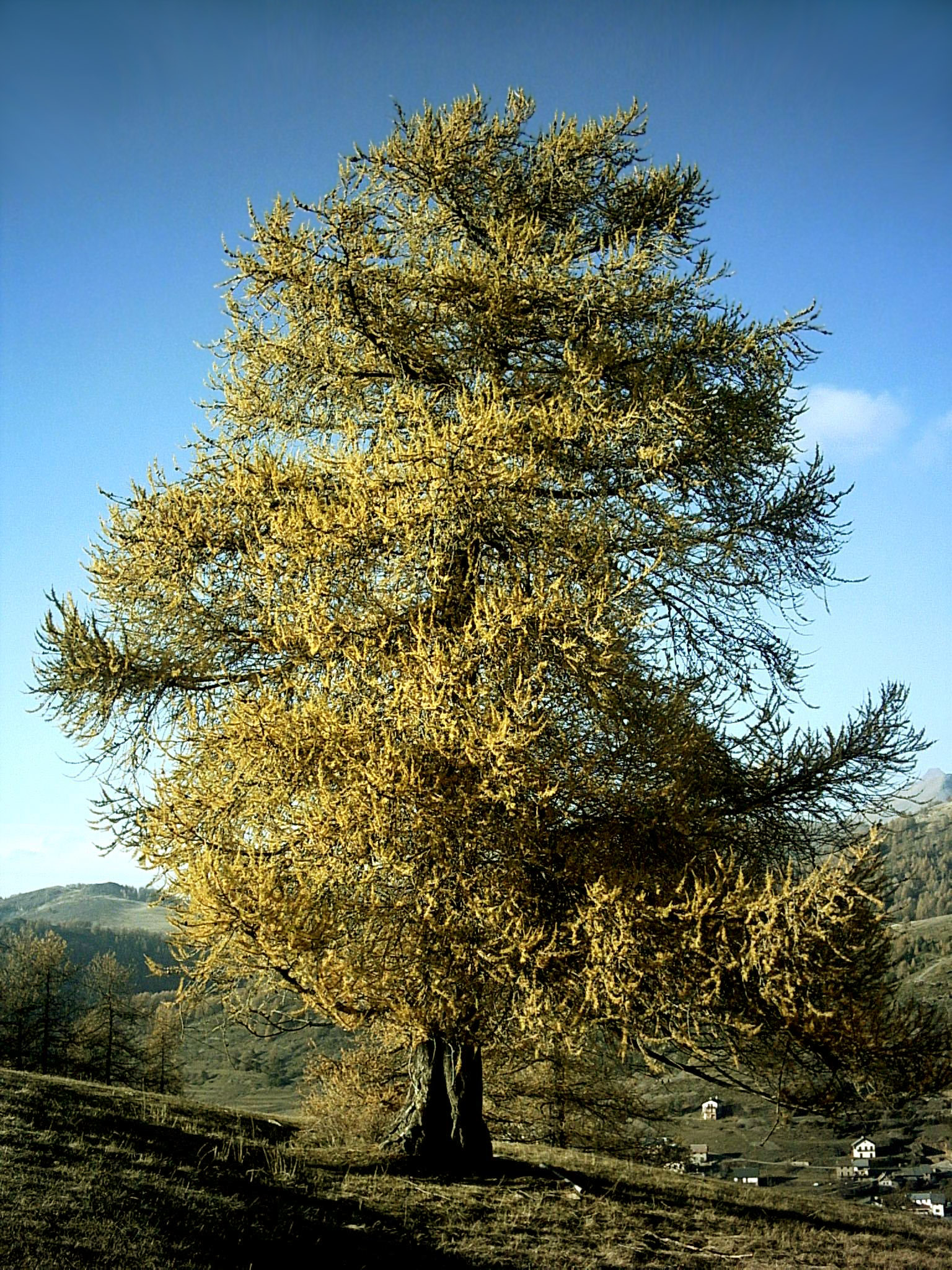
Larix decidua
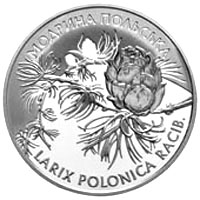
Monedă ucraineană pe care este reprezentată Larix decidua subsp. polonica